# Juan Yagüe
Pour les articles homonymes, voir Yagüe.
Juan Yagüe Blanco, né à San Leonardo de Yagüe (Province de Soria) le 9 novembre 1891 et mort à Burgos le 29 octobre 1952, est un militaire espagnol. Il joua un grand rôle dans le soulèvement nationaliste de l'armée contre la République espagnole, qui déboucha sur la guerre civile. Il s'illustra en Estrémadure en 1936, où sa progression rapide permit la jonction avec les nationalistes du nord, et lors de la bataille de l'Ebre en 1938-1939. Il fut tenu pour responsable d'un certain nombre de tueries, ce qui le fit connaître publiquement comme le « boucher de Badajoz ».

## Formation et premières années (1891-1936)
Fils d'un médecin de la classe moyenne, Yagüe entre très jeune à l'académie d'infanterie de Tolède (es) en 1907. Il y fait connaissance avec les cadets Francisco Franco et Emilio Esteban Infantes. Ils servent ensemble au Maroc dans les forces de la légion espagnole, où Yagüe est blessé et décoré à de multiples occasions. En 1932, il est promu lieutenant-colonel.
En 1934, il participe, à la tête des troupes africaines, à la répression de la révolution asturienne sur ordre du gouvernement républicain aux côtés du général Franco et du lieutenant-colonel López Ochoa.
Il s'engage politiquement en soutenant la Phalange espagnole de son ami José Antonio Primo de Rivera. Sa ligne politique fluctua d'ailleurs toujours entre l'idéologie phalangiste pure et la fidélité à Franco. Ces doutes se firent particulièrement jour en 1937, lors des débats sur l'unification avec les carlistes.

## Durant la Guerre d'Espagne (1936-1939)
Après la victoire du Front populaire espagnol et le remplacement en mai 1936 du président Niceto Alcalá Zamora par Manuel Azaña, il entre dans le complot militaire qui réunit les généraux Emilio Mola, Francisco Franco, Gonzalo Queipo de Llano et José Sanjurjo. Le 17 juillet 1936, le soulèvement militaire marque le début de la guerre civile espagnole. Yagüe a pour mission de rallier les troupes africaines à Ceuta, sur la côte marocaine, et de prendre le commandement de la légion après l'arrivée de Franco.
Yagüe s'empare effectivement de la ville de Ceuta, avant de traverser le détroit de Gibraltar et de rallier les forces nationalistes dirigées par Queipo de Llano à Séville. Ses troupes, fortes de 3 000 soldats nationalistes, prennent Mérida le 10 août, après une progression de plus de 300 km en une semaine, puis attaquent la ville de Badajoz le 14 août 1936, qui est prise elle aussi, malgré de lourdes pertes de part et d'autre. Cette bataille acharnée se transforme en tuerie : de nombreux miliciens républicains sont abattus, même dans la cathédrale ; selon Hugh Thomas, le nombre de morts pourrait être moins élevé que les 1 800 donnés par Jay Allen, journaliste du Chicago Tribune qui a laissé un récit horrifié du massacre de Badajoz. Certaines estimations portent à 4 000 le nombre total de victimes.
Interrogé par le journaliste John Thompson Whitaker (en) sur cet événement, Yagüe répond :
« Bien sûr que nous les fusillons. Qu'attendiez-vous ? Vous pensiez que j'allais emmener 4 000 rouges avec moi alors que ma colonne avançait contre la montre ? Vous pensiez que j'allais laisser des lâches derrière moi et les laisser bâtir une Badajoz rouge ? » (Claro que los fusilamos. ¿Qué esperaba? ¿Suponía que iba a llevar 4.000 rojos conmigo mientras mi columna avanzaba contrarreloj? ¿Suponía que iba a dejarles sueltos a mi espalda y dejar que volvieran a edificar una Badajoz roja?)
Promu colonel après sa victoire à Badajoz, Yagüe reprend sa route vers Madrid en suivant le cours du Tage. En chemin il conquiert les villes de Trujillo, Navalmoral de la Mata et Talavera de la Reina, prise le 2 septembre 1936. Sur sa route, de nombreux prisonniers républicains continuent d'être fusillés sous ses ordres.
Mais son offensive doit prendre fin avant même d'avoir atteint la capitale espagnole, car Franco stoppe l'avancée de ses troupes et leur demande de secourir le colonel José Moscardó et les nationalistes retranchés et assiégés dans l'Alcázar de Tolède. Désapprouvant cette décision, Yagüe est remplacé par José Enrique Varela.
Le 19 avril 1938 à Burgos, le général Yagüe prononce un discours de réconciliation lors d'un banquet phalangiste. Il fait l'éloge des combattants républicains et demande plus de clémence : 
« Dans les prisons, camarades, il y a des milliers et des milliers d'hommes qui souffrent. Et pourquoi ? Pour avoir appartenu à un parti ou à un syndicat. Parmi ces hommes, il y a beaucoup de gens travailleurs et respectables qui, avec un peu d'indulgence, pourraient être incorporés au mouvement. Nous devons être généreux, camarades, nous devons avoir le cœur magnanime et savoir pardonner. […] Je demande aux autorités de revoir les dossiers de ces gens, et en les renvoyant chez eux, de leur rendre également tranquillité et bienveillance, pour que nous puissions bannir la haine ».
Juan Yagüe est rappelé pour mener l'offensive nationaliste en Aragón, où il reprend les localités de Belchite, Caspe et Lérida que se disputaient combattants nationalistes et républicains. Il a un rôle primordial lors de la bataille de l'Èbre qui se conclut par une victoire nationaliste. À la fin de l'offensive de Catalogne, ce sont ses troupes qui entrent dans Barcelone vaincue. Il commande les troupes nationalistes lors de l'offensive finale contre les républicains en mars 1939. Ayant commandé sur le terrain, à la différence de Franco, Yagüe passe pour l'un des meilleurs tacticiens nationalistes.

## Après la guerre civile (1939-1952)
Après la chute de la république en mars 1939, il est promu général. Il devient ensuite ministre de l'Air le 11 août 1939 dans le gouvernement du général Franco et participe avec d'autres généraux à une visite de l'Allemagne nazie. Mais le 27 juin 1940 il est destitué par Franco et renvoyé dans son village natal de San Leonardo : le prétexte en est qu'il s'est réjoui des revers de l'Angleterre devant l'ambassadeur des États-Unis. En fait, Yagüe fait les frais de ses positions trop critiques vis-à-vis de Franco, qui conduit une forte répression contre les anciens républicains.
En 1942, Juan Yagüe est réhabilité et prend le commandement militaire de Melilla. L'année suivante, il prend en charge la capitainerie générale de la VIe région militaire située à Burgos. Il entretient à cette période une correspondance avec le prétendant monarchiste au trône, Juan de Borbón, avec lequel il prévoit même de destituer Franco au profit d'un gouvernement mené par Agustín Muñoz Grandes. Yagüe fait construire à Burgos un quartier populaire, une cité sportive et un hôpital.
Il meurt à Burgos le 29 octobre 1952, d'un cancer du poumon. Il est nommé l'année suivante, à titre posthume, marquis de San Leonardo de Yagüe.

## Postérité

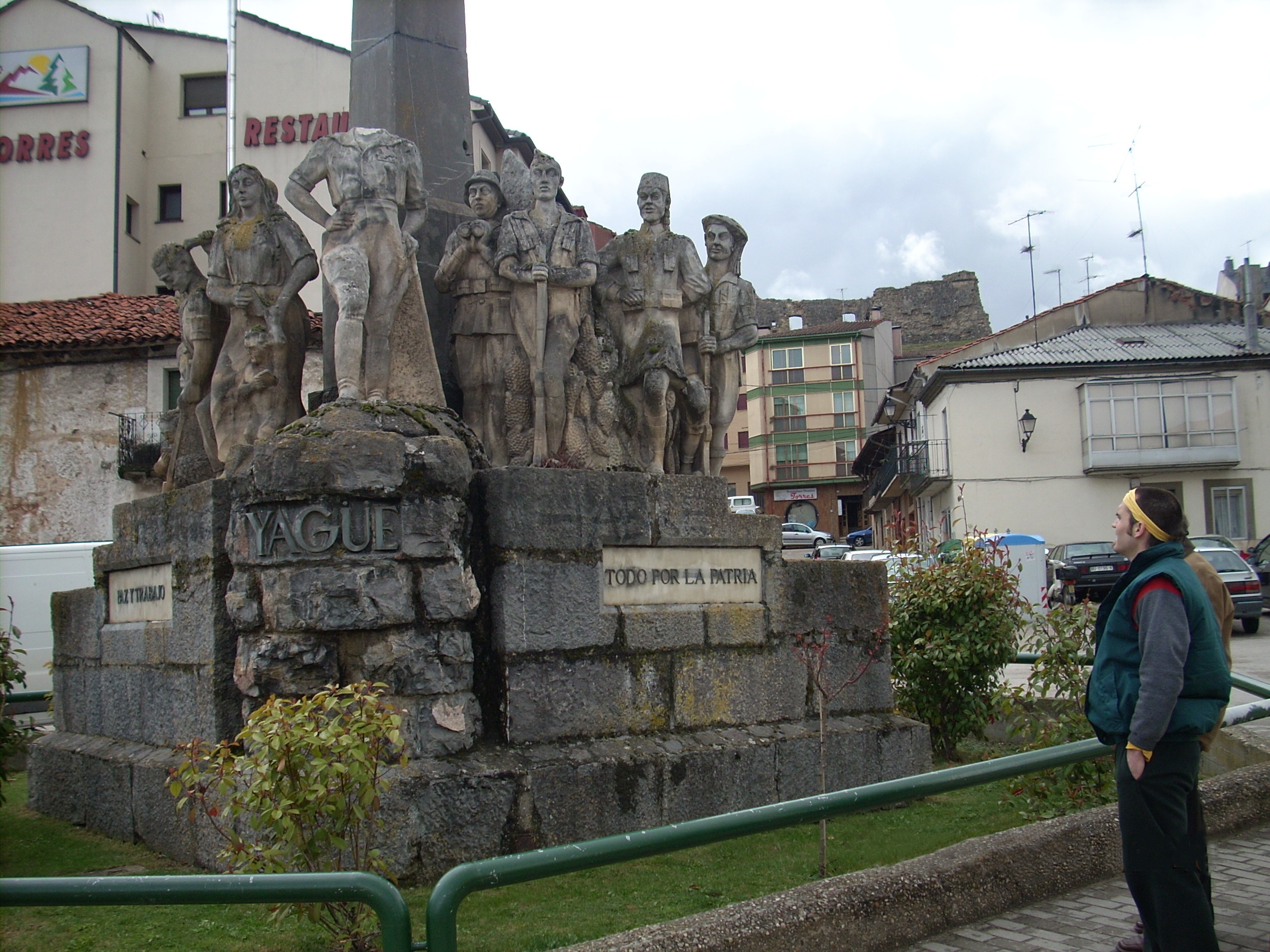
Monument à Juan Yagüe à San Leonardo, objet de diverses attaques - il fut même décapité. Il fut démonté en mai 2009.

Sa ville natale, San Leonardo, fut rebaptisée en son honneur San Leonardo de Yagüe. Une statue commémorant sa mémoire y est élevée. Mais elle a été retirée le 14 mai 2009 par la municipalité, à la suite de la loi sur la mémoire historique.
L'hôpital principal de Burgos porte toujours son nom, malgré les débats qui l'entourent.
Sa fille María Eugenia a tenté de donner une image humaine de son père.